# Bryan Zaragoza
Bryan Zaragoza Martínez (Malaga, 9 settembre 2001) è un calciatore spagnolo, centrocampista del Celta Vigo, in prestito dal Bayern Monaco e della nazionale spagnola.

## Caratteristiche tecniche
Di ruolo ala, può essere impiegato su entrambe le fasce oltreché da trequartista. Lui è agile, veloce, imprevedibile e bravo nell'uno contro uno.

## Carriera

### Club
Nato a Malaga, Zaragoza si è unito al settore giovanile del Granada nel 2019, proveniente dal Conejito de Málaga. Il 29 maggio 2020, dopo aver terminato la sua formazione, ha rinnovato il contratto fino al 2022, ed è stato prestato in Segunda División B all'El Ejido il 23 settembre.
Dopo essere tornato nel luglio 2021 è stato assegnato alle riserve in Segunda División RFEF. Ha fatto il suo debutto in prima squadra il 30 novembre, entrando in campo all'intervallo in una sconfitta per 7-0 contro il Tenerife in Coppa del Re.
Il 14 gennaio 2022 ha rinnovato il suo contratto fino al 2024. Ha fatto il suo esordio professionale il 12 settembre rimpiazzando Myrto Uzuni in una sconfitta per 4-0 in Segunda División contro l'Eibar.
Ha segnato il suo primo gol il 18 novembre 2022, segnando il terzo nella vittoria per 4-0 contro l'Albacete. Il 29 maggio successivo, dopo aver aiutato i Nazaríes alla promozione in Liga da campioni, ha esteso il suo contratto fino al 2027, venendo definitivamente promosso in prima squadra.
Il 6 dicembre 2023, viene annunciato il trasferimento a titolo definitivo di Zaragoza al Bayern Monaco, in Bundesliga: l'attaccante firma un contratto quinquennale con la società bavarese. L'accordo prevedeva l'arrivo dello spagnolo al 1º luglio 2024, ma a causa dell'infortunio di Kingsley Coman, i bavaresi decidono di anticipare il trasferimento a gennaio.
Il 9 agosto 2024 viene ceduto in prestito all'Osasuna.
Il 30 luglio 2025 ritorna in Spagna, venendo ceduto con la formula del prestito con diritto di riscatto al Celta Vigo.

### Nazionale
Nella sosta nazionali del mese di ottobre 2023 viene convocato per le qualificazioni a Euro 2024 con la nazionale maggiore spagnola (prima volta per lui), divenendo il primo calciatore del Granada a essere convocato dalla selezione iberica 49 anni dopo Ángel Castellanos. Fa il suo debutto ufficiale nella sfida disputata a Siviglia contro la Scozia del 12 ottobre.
Il 18 novembre 2024 realizza il suo primo gol per massima selezione spagnola nel successo per 3-2 in Nations League contro la Svizzera.

## Statistiche

### Presenze e reti nei club
Statistiche aggiornate al 2 marzo 2025.
| Stagione        | Squadra         | Campionato      | Campionato | Campionato | Coppe nazionali | Coppe nazionali | Coppe nazionali | Coppe continentali | Coppe continentali | Coppe continentali | Altre coppe | Altre coppe | Altre coppe | Totale | Totale | Totale |
| Stagione        | Squadra         | Comp            | Pres       | Reti       | Comp            | Pres            | Reti            | Comp               | Pres               | Reti               | Comp        | Pres        | Reti        | Pres   | Reti   |        |
| --------------- | --------------- | --------------- | ---------- | ---------- | --------------- | --------------- | --------------- | ------------------ | ------------------ | ------------------ | ----------- | ----------- | ----------- | ------ | ------ | ------ |
| 2021-2022       | Granada         | PD              | 0          | 0          | CR              | 1               | 0               | -                  | -                  | -                  | -           | -           | -           | 1      | 0      |        |
| 2022-2023       | Granada         | SD              | 34         | 5          | CR              | 2               | 0               | -                  | -                  | -                  | -           | -           | -           | 36     | 5      |        |
| 2023-gen.2024   | Granada         | PD              | 21         | 6          | CR              | 0               | 0               | -                  | -                  | -                  | -           | -           | -           | 21     | 6      |        |
| Totale Granada  | Totale Granada  | Totale Granada  | 55         | 11         |                 | 3               | 0               |                    |                    |                    |             |             |             | 58     | 11     |        |
| gen.-giu.2024   | Bayern Monaco   | BL              | 7          | 0          | CG              | 0               | 0               | UCL                | 0                  | 0                  | SG          | -           | -           | 7      | 0      |        |
| 2024-2025       | Osasuna         | PD              | 20         | 1          | CR              | 1               | 0               |                    | -                  | -                  |             | -           | -           | 21     | 1      |        |
| Totale carriera | Totale carriera | Totale carriera | 82         | 12         |                 | 4               | 0               |                    | -                  | -                  |             | -           | -           | 86     | 12     |        |

### Cronologia presenze e reti in nazionale
| Cronologia completa delle presenze e delle reti in nazionale ― Spagna | Cronologia completa delle presenze e delle reti in nazionale ― Spagna | Cronologia completa delle presenze e delle reti in nazionale ― Spagna | Cronologia completa delle presenze e delle reti in nazionale ― Spagna | Cronologia completa delle presenze e delle reti in nazionale ― Spagna | Cronologia completa delle presenze e delle reti in nazionale ― Spagna | Cronologia completa delle presenze e delle reti in nazionale ― Spagna | Cronologia completa delle presenze e delle reti in nazionale ― Spagna |
| Data                                                                  | Città                                                                 | In casa                                                               | Risultato                                                             | Ospiti                                                                | Competizione                                                          | Reti                                                                  | Note                                                                  |
| --------------------------------------------------------------------- | --------------------------------------------------------------------- | --------------------------------------------------------------------- | --------------------------------------------------------------------- | --------------------------------------------------------------------- | --------------------------------------------------------------------- | --------------------------------------------------------------------- | --------------------------------------------------------------------- |
| 12-10-2023                                                            | Siviglia                                                              | Spagna                                                                | 2 – 0                                                                 | Scozia                                                                | Qual. Euro 2024                                                       | -                                                                     | 46’                                                                   |
| 15-10-2024                                                            | Cordova                                                               | Spagna                                                                | 3 – 0                                                                 | Serbia                                                                | UEFA Nations League 2024-2025 - 1º turno                              | -                                                                     | 78’                                                                   |
| 18-11-2024                                                            | Santa Cruz de Tenerife                                                | Spagna                                                                | 3 – 2                                                                 | Svizzera                                                              | UEFA Nations League 2024-2025 - 1º turno                              | 1                                                                     | 69’ 84’                                                               |
| Totale                                                                |                                                                       | Presenze                                                              | 3                                                                     |                                                                       | Reti                                                                  | 1                                                                     |                                                                       |

## Palmarès
- Segunda División: 1

Granada: 2022-2023